# Carmen Barrero Aguado
Carmen Barrero Aguado (1921- Madrid, 5 de agosto de 1939), modista de profesión, fue una de Las Trece Rosas, mujeres españolas fusiladas el 5 de agosto de 1939 en las tapias exteriores del cementerio de la Almudena tras acabar la guerra civil, junto a 46 hombres, acusados todos de pertenecer a las Juventudes Socialistas Unificadas (JSU) o al Partido Comunista de España (PCE).

## Trayectoria
Barrero trabajaba desde los 12 años, tras la muerte de su padre, para ayudar a mantener a su familia ya que eran nueve hermanos. Militante del PCE desde 1936, tras la guerra fue la responsable femenina del partido en Madrid. Estuvo trabajando en talleres de intendencia en Valencia. Detenida tras la guerra civil ingresó en la cárcel de mujeres de Ventas el 17 de mayo de 1939.
Tras la guerra, como responsable femenina, había sido encargada por los dirigentes del Comité Nacional clandestino de elaborar un plan de trabajo político destinado a las mujeres. En este plan, incorporado a la documentación de la causa, se alentaba la creación de una responsable femenina en el Comité Provincial del partido para que organizara a las mujeres en los grupos con los compañeros; se crearan grupos de tres mujeres al menos, encargadas de visitar las cárceles; asumieran las labores solidarias requeridas y concienciaran a las obreras de los derechos y libertades perdidos.
El programa elaborado por Barrero la muestra  como una mujer interesada no solamente en crear espacios femeninos  especializados en tareas de solidaridad y asistencia, sino también en la formación política de las militantes en las propias unidades organizativas del partido.
En el expediente núm. 30. 426, una testigo, sin aludir directamente a Barrero, menciona que en el domicilio de Blanca Brissac (otra de las Trece Rosas), se planeaba un intento de complot contra el general Franco el día del desfile en el primer Año de la Victoria; sin embargo, esta circunstancia, considerada hoy en día como incierta, fue descartada, no siendo acusada de ello. El asesinato de Barrero, junto al de las otras Rosas y los Cuarenta y tres Claveles, es considerado como una represalia por el atentado que realizaron otros tres militantes de las JSU contra el Comandante de la Guardia Civil y miembro del Servicio de Información y Policía Militar franquista, Isaac Gabaldón, su hija y el conductor José Luis Díez Madrigal. Sin embargo, Barrero nunca fue acusada de ello, al no haber tenido ninguna relación con dicho hecho, ya que estaban encarceladas en el momento de suceder.
Barrero fue condenada a muerte por pertenecer al PCE  y, porque, tras entrevistarse con un camarada, trabajó "en la colectividad con el Partido Comunista confeccionando un plan de trabajo para la sección femenina". La sentencia contemplaba a otros 57 procesados por pertenecer a las JSU y al PCE. Se acusaba a todos de ser responsables de un delito de adhesión a la rebelión, previsto y penado en el artículo 238 del Código de Justicia Militar, con la agravante de la "trascendencia de los hechos y peligrosidad".
Se conserva la orden de entrega a la fuerza pública encargada de la ejecución con los nombres de las Trece Rosas adjunta al expediente de Barrero. La hora de entrega estaba fijada para las cuatro y media de la mañana. Fue fusilada la mañana del 5 de agosto de 1939.
Su hermano Palmiro Barrero Aguado fue fusilado en las mismas tapias el 8 de abril de 1940.

## Homenajes
Como vecina de Cuatro Caminos, se la singulariza especialmente en el homenaje «Los cantos de la memoria» puesto en marcha por La Casa Vecinal de Tetuán, consistente en dejar bajo los árboles del distrito cantos rodados con los nombres de fusilados y represaliados durante el franquismo, con el fin de la gente los coja y se pregunte sobre lo que hay detrás de esos nombres. Comenzarán por las Trece Rosas y sus 43 compañeros fusilados.